# Hörnleskopf
Der Hörnleskopf ist eine 426 m ü. NHN hohe Erhebung und ein Ausläufer der Buocher Höhe in Baden-Württemberg.

## Geographische Lage
Der Gipfel befindet sich rund 400 m in östlicher Richtung vom Korber Ortsrand entfernt.
In Richtung Norden folgt der Hanweiler Sattel und anschließend in nordwestlicher Richtung der Korber Kopf. In südlicher Richtung befindet sich der Kleinheppacher Kopf. Er ist somit der mittlere Berg der Bergkette über Korb.
Während der Gipfel bewaldet ist, werden die Hänge Richtung Korb als Weinberge genutzt.

## Besonderheiten
Auf dem Gipfel befindet sich ein kleiner Aussichtspunkt mit Blick über Korb bis nach Stuttgart.